# Sunnyland Slim
Albert Luandrew, dit Sunnyland Slim, né à Vance (en) (Mississippi) le 5 septembre 1906, décédé à Chicago (Illinois) le 17 mars 1995, est un chanteur-pianiste de blues américain.

## Biographie
À la fin des années 1920, il s'installe à Memphis pour gagner sa vie comme pianiste. À Beale Street, il joue entre autres avec Little Brother Montgomery et Ma Rainey.
En 1939, il s'installe à Chicago où il joue avec Sonny Boy Williamson. À partir de 1947 il enregistre ses premiers titres comme leader sur nombre de labels locaux spécialisé dans le blues et le rhythm and blues, tels que Club 51, Hy-Tone, Mercury, Regal, RCA Victor, ici sous le nom de « Doctor Clayton's Buddy ». 
On le trouve aussi sur des disques de Muddy Waters de la fin des années 1940 comme musicien d'accompagnement. 
Sunnyland Slim fut blessé à la main par un coup de couteau, si bien que certains de ses doigts perdirent un peu de leur capacité antérieure. Il n'en resta pas moins un pianiste d'accompagnement apprécié. 
En 1962, il publia chez Prestige Records des disques longue durée (LP). Il s'ensuivit de nombreux enregistrements pour différents labels de disques.
Dans les années 1960, il joue avec King Curtis, part en tournées avec Otis Rush et voyage à travers l'Europe avec l'American Folk Blues Festival en 1964 et les Chicago All Stars en 1968. Les Chicago Allstars se composaient de Willie Dixon à la basse, Clifton James à la batterie, Walter Horton à l'harmonica , de Johnny Shines à la guitare et de lui-même au piano. Ce groupe fit en 1968 des enregistrements pour le label allemand BASF qui furent publiés la même année sous forme de disques longue durée (LP). Malheureusement les Chicago Allstars eurent, de loin, moins de succès aux États-Unis qu'en Europe, ce qui, peu de temps après, aboutit à la dissolution du groupe. 
En 1970 il participe au festival Ann Arbor Blues. En même temps, il enregistre quelques singles pour BEE & Baby Records à Chicago : soit sous son nom, soit en accompagnateur de Homesick James (voc et guitare slide) ou d'Andrew McMahon (voc et basse). 
En 1972, il est musicien d'accompagnement sur le disque longue durée (LP) Live and Cookin (At Alice Revisited) de Howling Wolf sur le label Chess. En 1980/81 il fait une tournée avec l'A.F.B.F.. 
Même âgé, Sunnyland Slim jouait des spectacles à Chicago et permettait à d'anciens et à de nouveaux talents de paraître en scène.
Sunnyland Slim mourut en 1995 d'une insuffisance rénale sévère. En 1991 il était entré dans le Hall of Fame du blues.

## Discographie
- Travelin   chez Black and Blue (label)

- Chicago blues festival 74 avec Big Voice Adam
- Sunnyland Train Enregistré les 26 et 26.01 1983, sorti en 1984 chez Steeple Chase (Blues SCB 9002)